# Atherinomorus lineatus
Atherinomorus lineatus är en fiskart som först beskrevs av Günther 1872.  Atherinomorus lineatus ingår i släktet Atherinomorus och familjen silversidefiskar. IUCN kategoriserar arten globalt som sårbar. Inga underarter finns listade.